# Gillis, Louisiana
Gillis är en ort (CDP) i Calcasieu Parish i Louisiana. Vid 2010 års folkräkning hade Gillis 657 invånare.